# Collegnago
Collegnago è una frazione del comune di Fivizzano situata a circa 4 km dallo stesso ad un'altitudine di 558 m s.l.m.
Il paese conta un'estensione di circa 1,3 km quadrati, la popolazione invernale è di circa 80-90 abitanti ed in estate raggiunge i 230 abitanti, con un picco in agosto di quasi 350 abitanti.

## Geografia fisica

### Territorio
Il paese si divide in tre principali aree: Via Mezzaterra e Cimaterra, Via Moruzzolo e la Piazza e via Bodignolo e l'Africo. L'area più alta è Cimaterra che si situa a 625 m s.l.m. mentre l'Africo è l'area più bassa situata a circa 531 m s.l.m.
Il paese è attraversato da vari canali di cui i più importanti: Vermagnola e Bedizano si dividono ulteriormente, il canale di Bedizano è il più grande ed è rinomato per la popolazione di gamberi di fiume. Le sue pozze inoltre sono molto apprezzate dalla gioventù locale in qualità di piscine.
Le alture vicino a Collegnago sono note per la presenza di funghi di ottima qualità. Piuttosto rare le battute di caccia, anche se ancora presenti ingenti numeri di caprioli e cinghiali.

## Monumenti e luoghi d'interesse
Il paese ospita la Chiesa di S. Caterina d'Alessandria, che con il terremoto del 2013 ha subito danni sia agli stucchi colorati del soffitto sia alle pareti. L'edificio era già stato danneggiato dal terremoto del 1985 e nel 1995 era stato ristrutturato.
Fra boschi di castagni sopra il paese, con in faccia la vetta Gendarme del Monte La Nuda e nei pressi di una toponimo di campo detto "Pian del lago" c'è un masso affiorante che era conosciuto da tanti come il "Masso di Santa Caterina" a cui non veniva dato fino al 2009 nessuna importanza. Ma lo studio di un ricercatore ha rivelato essere un sito preistorico dedicato alla fertilità e maternità delle donne che ivi  recavano secondo le usanze di riti primitivi poi cristianizzati per effetto del sincretismo. Il masso che ha coppelle con simbologia femminile è scolpito rozzamente fino a ricavarne la visione di una testa. Si sa che la testa per il mondo degli antichi Celti era la sede dell'anima per cui si può supporre che la scultura fosse vista come una rappresentazione del dio celtico Lúg da cui è derivato il nome di Collegnago e cioè il "Colle di Lug" così come il vicino paese di Turlago era la "porta di Lug". Altro masso inciso con coppelle e dalle origini preistoriche insiste sulla via antica per Verrucola e si trova ad appena trecento metri dal luogo di rinvenimento della stele di Verrucola, la più famosa fra le statue stele di Lunigiana.